# Amazona mercenarius
L'amazzone nucasquamata (Amazona mercenaria) è un uccello della famiglia degli Psittacidi.